# Jõhvi (Dorf)
Koordinaten: 59° 21′ N, 27° 24′ O
Das Dorf Jõhvi (estnisch Jõhvi küla) liegt in der Landgemeinde Jõhvi (Jõhvi vald). Es gehört zum Kreis Ida-Viru (Ost-Wierland) im Nordosten Estlands.

## Beschreibung
Das Dorf hat 413 Einwohner (Stand 1. Januar 2014). Die Fläche beträgt 0,2 km².
Der Ort liegt unmittelbar südwestlich der Stadt Jõhvi (Jõhvi linn).